# Halsbandleguaan
De halsbandleguaan (Crotaphytus collaris) is een hagedis uit de familie halsband- en luipaardleguanen (Crotaphytidae). De soort is van de negen Crotaphytus- soorten de meest voorkomende.

## Uiterlijke kenmerken
Deze halsbandleguaan is te herkennen aan de twee brede zwarte, dun witomzoomde banden in de halsstreek, hoewel de overige kleuren variëren. Mannetjes hebben een gele, oranje of rode keel en zijn verder meestal grasgroen, met witte, zwarte en gele kleine vlekjes, een lichtgele bandering op de rug en een wat sterkere gele bandering op de poten. Ook dieren met een geheel blauwe of gele rug komen voor en de banden om de nek zijn soms donkergroen. De kop is niet gekleurd en meestal lichtbruin tot grijs. Bij de meeste vrouwtjes geldt dat voor het hele lichaam. Ook juvenielen hebben een lichte kleur, maar een meestal dicht patroon van donkerbruine vlekjes en dunnere halsbanden.
Net zoals veel andere reptielen met een groot verspreidingsgebied, kent deze soort verschillende ondersoorten. Deze worden aangegeven met een derde naam, na de geslachts- en soortnaam:
- Crotaphytus collaris auriceps (Fich & Tanner 1951)- zie 'Baileyi', maar dan met een goudkleurige kop.
- Crotaphytus collaris collaris (Say in James 1823)- een egaal donker- en lichtgrijsgekleurde variant.
- Crotaphytus collaris baileyi (Stejneger 1890)- donkerblauw met groene rug en een felgeelgekleurde kop.
- Crotaphytus collaris fuscus (Ingram & Tanner 1971)- een bruingekleurde leguaan met mogelijk wat groenkleuring op de poten en flanken.
- Crotaphytus collaris nebrius (Axtell en Webb 1997)
- Crotaphytus collaris melanomaculatus (Axtell en Webb 1995) - een grijs met lichtblauwe kleurvariant met zwarte stippen en strepen op kop en lichaam.

Daarnaast worden door de kwekers de onofficiële kleurvarianten 'New Mexico' (geheel geel/lichtgroene leguaan) en 'Kansas' (donkergroen met matgele tot bruine kop) gebruikt.

## Voorkomen en habitat

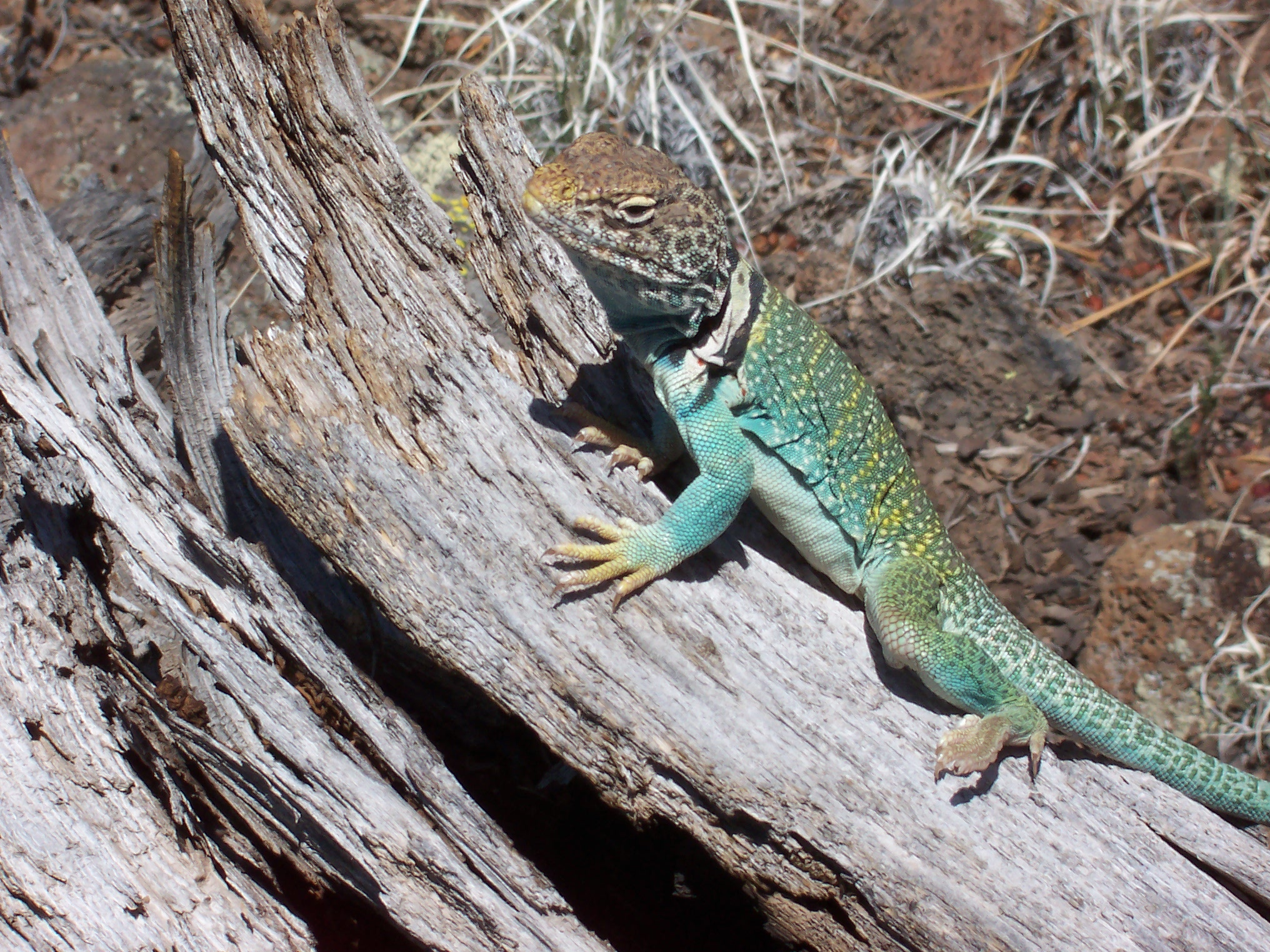
Crotaphytus collaris in El Malpais National Monument

De lengte bedraagt ongeveer 15 centimeter exclusief de ongeveer even lange staart. De leguaan komt voor in het zuiden van de Verenigde Staten van de Oost- tot Westkust en in Mexico. De habitat bestaat uit open en stenige gebieden zoals halfwoestijnen tot woestijnen maar wel met enige vegetatie ter beschutting. De halsbandleguaan houdt van warme, droge en zonnige plaatsen en grote stenen waar hij overdag op ligt te zonnen en 's nachts onder slaapt in een zelf gegraven ondiepe kuil, en ook de eitjes worden hier afgezet.

## Algemeen
Het is een zeer snelle renner die tot wel 25 kilometer per uur op de achterpoten weg kan racen. Op de korte afstand wint de leguaan het van iedere prooi of predator, maar na enkele tientallen meters is de energie meestal op. De grootste vijanden zijn slangen en roofvogels, het voedsel bestaat uit met name insecten, maar ook kleine hagedissen en plantendelen als vruchten en bloemen worden wel gegeten. Hoewel het dier als hij wordt aangevallen snel in een boom kan schieten is de halsbandleguaan een bodembewoner die verder niet vaak klimt.

## Levenswijze
Een ander typisch kenmerk is de staart die als bij een hond heen en weer kan worden gekwispeld bij opwinding, zoals bij de baltsgevechten, paring of bij de jacht, maar dit gedrag is bij wel meer soorten hagedissen waargenomen. Het vrouwtje produceert ongeveer 5 tot 10 eieren per legsel maar zet twee keer per jaar eitjes af. De jongen komen na maximaal drie maanden uit.